# Chis
Chis (okzitanisch: Shins) ist eine französische Gemeinde mit 302 Einwohnern (Stand: 1. Januar 2022) im Département Hautes-Pyrénées in der Region Okzitanien (bis 2015 Midi-Pyrénées). Sie gehört zum Arrondissement Tarbes und zum 2015 gegründeten Gemeindeverband Tarbes-Lourdes-Pyrénées. Die Einwohner werden Chissois genannt.

## Geografie
Chis liegt in der Landschaft Bigorre, etwa acht Kilometer nordnordöstlich von Tarbes am Canal d’Alaric, einem Seitenkanal des Adour. Umgeben wird Chis von den Nachbargemeinden Aurensan im Norden und Westen, Dours im Osten und Nordosten sowie Orleix im Süden.
Durch die Gemeinde führt die Route nationale 21.

## Bevölkerungsentwicklung
| Jahr          | 1962 | 1968 | 1975 | 1982 | 1990 | 1999 | 2006 | 2011 | 2016 |
| ------------- | ---- | ---- | ---- | ---- | ---- | ---- | ---- | ---- | ---- |
| Einwohner     | 157  | 167  | 206  | 217  | 212  | 245  | 282  | 299  | 315  |
| Quelle: INSEE |      |      |      |      |      |      |      |      |      |

## Sehenswürdigkeiten

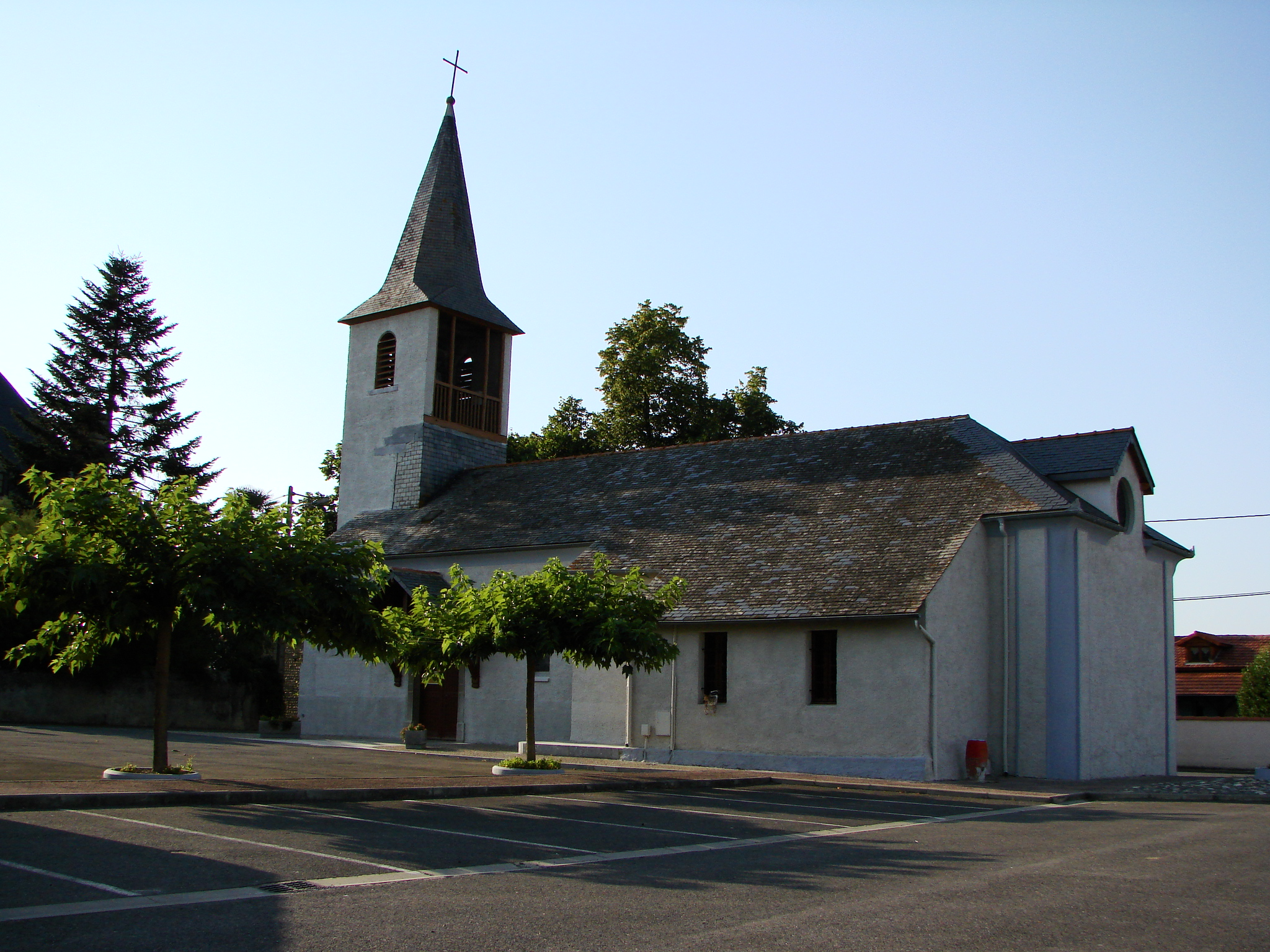
Kirche Notre-Dame-de-l'Assomption

- Kirche Notre-Dame-de-l’Assomption

## Belege
1. ↑  Chis auf insee,fr